# Praomyini
Praomyini — триба гризунів підродини Murinae. Види цього племені зустрічаються переважно по всій Африці на південь від Сахари, але один вид (Mastomys erythroleucus) зустрічається в Північній Африці, а інший (Ochromyscus yemeni) — на Аравійському півострові.